# مقاطعة أولمبياد صيف عام 1984

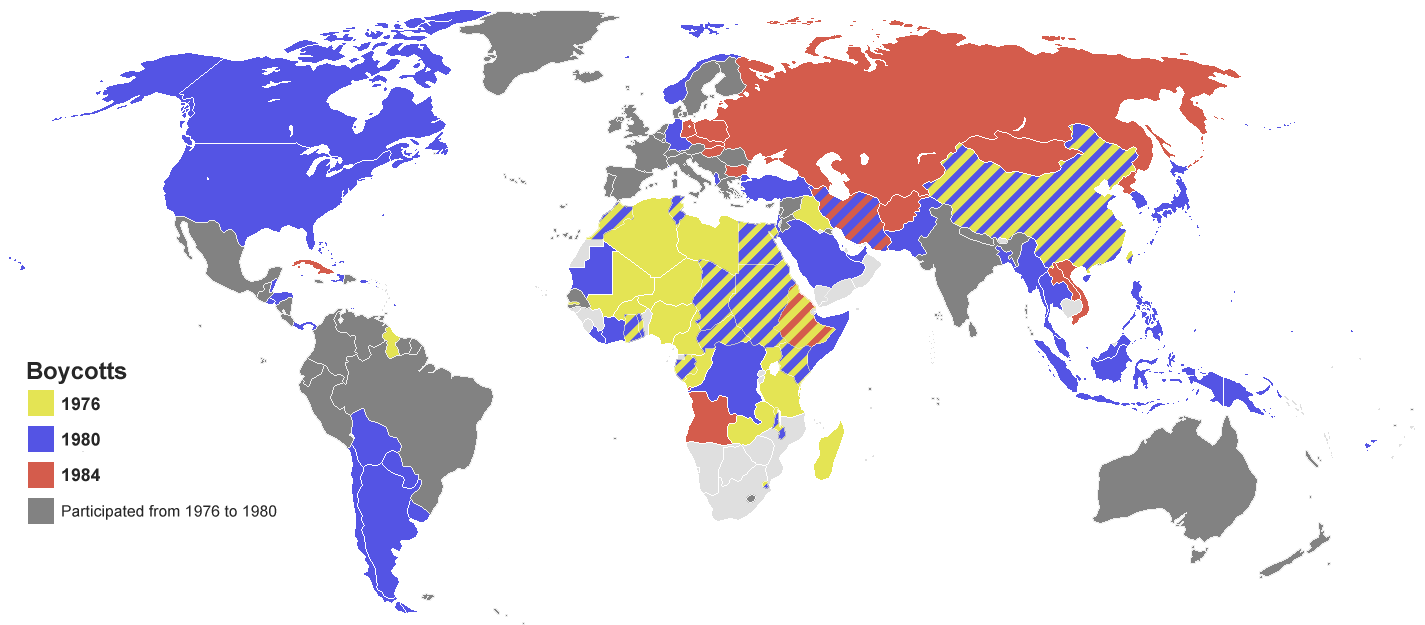
خريطة بالدول المقاطعة للأولمبياد نسخ 1976 و1980 و1984.

مقاطعة أولمبياد صيف عام 1984 في لوس أنجلوس كان ردًا على مقاطعة أولمبياد صيف عام 1980 في موسكو. المقاطعة كانت من قِبل 14 دولة من الكتلة الشرقية وحلفاءها وتزعمها الاتحاد السوفيتي الذي بادر بالمقاطعة في 8 مايو 1984. أثرت المقاطعة على العديد من منافسات البطولة التي عرف عن الدول الغائبة تميزها فيها. الدول المقاطعة نظمت بطولة أخرى تُسمى ألعاب الصداقة وأقيمت في يوليو وأغسطس من عام 1984.

## الدول المقاطعة
- الاتحاد السوفيتي
- بلغاريا
- ألمانيا الشرقية
- منغوليا
- فيتنام
- لاوس
- تشيكوسلوفاكيا
- أفغانستان
- المجر
- بولندا
- كوبا
- اليمن (1)
- كوريا الشمالية
- إثيوبيا
- أنغولا
- ألبانيا
- إيران
- بوركينا فاسو
- ليبيا

1: جمهورية اليمن الديمقراطية الشعبية قبل الاتحاد مع جمهورية اليمن.
بالإضافة إلى جمهورية كمبوتشيا الشعبية التي لم يكن معترف بها على نطاق واسع لذلك لم يسمح لها بالمشاركة على أي حال.